# Ptenomela grangesi
Ptenomela grangesi är en skalbaggsart som beskrevs av Soula 2006. Ptenomela grangesi ingår i släktet Ptenomela och familjen Rutelidae. Inga underarter finns listade i Catalogue of Life.